# Milena Jelínková
Milena Jelínková, nepřechýleně Milena Jelinek, rozená Tobolová, (19. srpna 1935 Přeštice – 15. dubna 2020 New York) byla česko-americká scenáristka, dramatička a pedagožka. Napsala scénář k filmu Zapomenuté světlo, oceněnému v roce 1997 třemi Českými lvy. Její jméno je spojeno se zlatou generací českých filmařů, známou jako Česká nová vlna. Byla provdána za vědce Bedřicha (Fredericka) Jelínka.

## Životopis
Narodila se 19. srpna 1935 v Přešticích u Plzně. Od roku 1955 studovala na Filmové a televizní fakultě Akademie múzických umění v Praze. Spolužákem byl Ivan Passer, pozdější filmový režisér a učitelem literatury byl spisovatel Milan Kundera. Jeden z jejích raných scénářů, napsaný pod jejím dívčím jménem a nazvaný Snadný život, natočili Miloš Makovec a Jiří Brdečka. Už během studií se účastnila různých protikomunistických protestů. Československý prezident Antonín Novotný ji v projevu, který měl proti tehdejším spisovatelům, dokonce označil za „nespolehlivý živel“.
V roce 1957 se při setkání s filmovým režisérem Milošem Formanem v pražské kavárně seznámila a spřátelila s Frederickem Jelinkem. Frederick Jelinek emigroval z Československa do Spojených států v roce 1948, v roce 1957 navštívil Vídeň jako účastník odborné konference. Během svého pobytu se rozhodl navštívit své staré přátele v Praze. S Milenou Tobolovou se postupně sblížili a nakonec se rozhodli uzavřít manželství. Jejich žádost o sňatek však byla komunistickými úřady několikrát zamítnuta. V roce 1960 byl Frederick Jelínek v Československu prohlášen za „personu non grata“ a jeho další návštěvy byly trvale zakázány. Shodou okolností téhož roku dostala Milena Tobolová od vlády povolení opustit zemi. Její syn William Jelinek později tvrdil: „Jako inaugurační dárek Kennedymu Češi propustili devět disidentů a jedním z nich byla moje matka.“ V lednu 1961 odjela do USA a krátce na to se provdala za Jelínka.

## Profesní kariéra
V USA se jí postupně podařilo najít místo ve světě filmu, a to především díky dalšímu emigrantovi, filmaři Františku Danielovi. Znala ho již ze školy v Praze a znovu se s ním setkala v Americkém filmovém institutu v Los Angeles. V roce 1980 se k němu připojila a začala učit scenáristiku na Kolumbijské univerzitě v New Yorku. Na univerzitě strávila velkou část své profesionální kariéry.
Je autorkou scénáře hry Adina, inscenované v roce 2007 v Divadle na Vinohradech v Praze. Hra zachycuje životní příběh známé české předválečné herečky Adiny Mandlové.
Milena Jelínková také napsala libreto k opeře Kafkovy ženy českého skladatele Jiřího Kadeřábka, která byla poprvé uvedena v Cell Theatre v New Yorku v roce 2013.
Pro scénář k filmu Zapomenuté světlo našla inspiraci v povídce českého katolického kněze a spisovatele Jakuba Demla. Zapomenuté světlo získalo sedm nominací na Českého lva, včetně jedné za nejlepší scénář. Česká filmová a televizní akademie však filmu udělila tři lvy – za nejlepší mužský herecký výkon, nejlepší herečku ve vedlejší roli a nejlepší zvuk.
Milena Jelínková zemřela v New Yorku dne 15. dubna 2020 na komplikace Covid-19 ve věku 84 let.